# Джейс Норман
Джейс Лий Норман (на английски: Jace Lee Norman) е американски актьор. Известен е с ролята на Хенри Харт в телевизионния сериал на Никелодеон Опасния Хенри.

## Биография
Джейс Норман е роден на 21 март 2000 г. в Коралес, Ню Мексико. Премества се в Южна Калифорния, когато е на 8-годишна възраст. Бил е тормозен заради дислексия по време на средното училище. Има по-голям брат и по-голяма сестра.
Норман започва своята актьорска кариера през 2012 г. с поява в телевизионния сериал на Джеси. От 2014 до 2020 г. той играе главната роля в ситкома на Nickelodeon Henry Danger. Норман участва в оригиналните филми на Nickelodeon „Клонирането на Адам“ през 2015 г. и „Руфус“ през 2016 г. Продължение на последния, „Руфус 2“, излъчен по Nickelodeon през януари 2017 г., като Норман е в главната роля. Той дебютира в театрален филм като главна гласова роля в анимационния филм „Искра“, издаден през април 2017 г. През 2019 г. участва в оригиналния филм на Nickelodeon Bixler High Private Eye, изпълнявайки главната роля на Xander DeWitt.
През 2017, 2018, 2019 и 2020 г. Норман печели наградата Nickelodeon Kids 'Choice Award за любима мъжка телевизионна звезда. Печели петата си поредна награда Kids 'Choice Award за същата категория в наградите Kids' Choice Awards през 2021 г.

## Филмография
| Година      | Заглавие                                 | Роля                              | Бележки                                              |
| ----------- | ---------------------------------------- | --------------------------------- | ---------------------------------------------------- |
| 2012        | Джеси                                    | Финч                              | Епизод: „По-готин ли си от 5-ти клас“                |
| 2013        | Мъртви истории                           | Ученик                            | Епизод: „Отмъщението на гоблините“                   |
| 2013        | Тандърмен срещу Тандърмен                | Флънки                            | Епизод: „Открадна ми гръмотевицата, човече“          |
| 2013        | Тъпото шоу                               | Джейс                             | Телевизионен филм                                    |
| 2014 – 2020 | Опасния Хенри                            | Хенри Харт / Опасното Хлапе       | Водеща роля                                          |
| 2015        | Клонирането на Адам                      | Адам Бейкър                       | Телевизионен филм                                    |
| 2015        | Уеб глави                                | Себе си                           | Телевизионен филм                                    |
| 2015        | Nickelodeon's Ho Ho Holiday Special      | Дилбърт Палмеро                   | Специално празнично излъчване                        |
| 2016        | Руфъс                                    | Руфъс                             | Телевизионен филм                                    |
| 2017        | Руфъс 2                                  | Руфъс                             | Телевизионен филм                                    |
| 2017        | Nickelodeon's Not So Valentine's Special | Гилбърт Палмеро/детектив Мактавиш | Специално празнично излъчване                        |
| 2017        | Искра                                    | Искра                             | Гласова роля във филма                               |
| 2017        | Nickelodeon's Sizzling Summer Camp       | Купър                             | Специално празнично излъчване                        |
| 2017        | Къщата на Шумникови                      | Стек Станко                       | Гласова роля; епизод: „Легенди“                      |
| 2018        | Приключенията на Опасното Хлапе          | Хенри Харт /Опасното хлапе        | Главна гласова роля                                  |
| 2018 – 2019 | Геймърки                                 | Хенри Харт                        | Епизоди: „Бейб обича опасността“, „Той се върна“     |
| 2018        | Дърдоркото                               | Джеръми Мартин                    | Телевизионен филм                                    |
| 2019        | Бикслър Хай: Детектив до край            | Зандър ДеУит                      | Телевизионен филм                                    |
| 2019        | Заместникът                              | Себе си                           | Епизод 1.1                                           |
| 2020        | Опасна сила                              | Хенри Харт                        | Епизоди: „Любовта на Чапа“, „Завръщането на Хлапето“ |
| 2025        | Опасния Хенри: Филмът                    | Хенри Харт                        | Водеща роля и телевизионен филм                      |

## Награди и номинации
| Година | Награда             | Категория                        | Работа                      | Резултат  |
| ------ | ------------------- | -------------------------------- | --------------------------- | --------- |
| 2016   | Kids' Choice Awards | Любима мъжка телевизионна звезда | Опасният Хенри              | Номиниран |
| 2017   | Kids' Choice Awards | Любима мъжка телевизионна звезда | Опасният Хенри              | Спечелено |
| 2018   | Kids' Choice Awards | Любима мъжка телевизионна звезда | Опасният Хенри              | Спечелено |
| 2019   | Kids' Choice Awards | Любима мъжка телевизионна звезда | Опасният Хенри              | Спечелено |
| 2020   | Kids' Choice Awards | Любима мъжка телевизионна звезда | Опасният Хенри              | Спечелено |
| 2021   | Kids' Choice Awards | Любима мъжка телевизионна звезда | Henry Danger & Danger Force | Спечелено |

|  | Тази страница частично или изцяло представлява превод на страницата Jace Norman в Уикипедия на английски. Оригиналният текст, както и този превод, са защитени от Лиценза „Криейтив Комънс – Признание – Споделяне на споделеното“, а за съдържание, създадено преди юни 2009 година – от Лиценза за свободна документация на ГНУ. Прегледайте историята на редакциите на оригиналната страница, както и на преводната страница, за да видите списъка на съавторите. ВАЖНО: Този шаблон се отнася единствено до авторските права върху съдържанието на статията. Добавянето му не отменя изискването да се посочват конкретни източници на твърденията, които да бъдат благонадеждни. |